# Le Coupable (film, 2000)
Pour les articles homonymes, voir Le Coupable.
Pour plus de détails, voir Fiche technique et Distribution.
Le Coupable est un film américain réalisé par Anthony Waller sorti en 2000 d'après un roman de Simon Burke. 

## Synopsis
Avocat brillant, Callum Crane est en passe de devenir juge fédéral. Un soir, il invite à dîner Sophie, une nouvelle assistante engagée dans son cabinet. Il tente de la violer. Elle lui fait part de son intention de porter plainte, ce qui ruinerait la carrière de Callum. Peu après Callum rencontre Nathan, jeune désœuvré fraîchement sorti de prison. Callum demande à Nathan de tuer Sophie.

## Fiche technique
- Titre : Le Coupable
- Titre original : The Guilty
- Réalisation : Anthony Waller
- Scénario : Simon Burke (roman), William Davies (en)
- Date de sortie : 19 juillet 2000
- Genre : Policier, drame et thriller
- Durée : 108 minutes

## Distribution
- Bill Pullman : Callum Crane
- Devon Sawa : Nathan Corrigan
- Gabrielle Anwar : Sophie Lennon
- Angela Featherstone : Tanya Duncan
- Joanne Whalley : Natalie Crane
- Darcy Belsher : Dennis
- Jaimz Woolvett : Leo
- Ken Tremblett : Brent Frazer
- Gillian Barber : Maddy Corrigan
- Duncan Fraser : Martin Corrigan
- Bruce Harwood : Miles
- Hiro Kanagawa : le détective
- Gary Chalk : le chef de la police
- Peter Kent : Benny
- Kurt Evans : Conor